# Ткаченко, Илья Алексеевич
Илья́ Алексе́евич Ткаче́нко (род. 26 декабря 1986 года, Пермь, СССР) — бывший израильский фигурист выступающий танцах на льду с Изабеллой Тобиас, ранее российский фигурист. С ней он двукратный чемпион Израиля (2016 и 2017 годы). В паре с Екатериной Рязановой — серебряный призёр чемпионата России 2011. Ранее, в паре с Марией Монько, становился победителем финала юниорской серии Гран-при сезона 2007—2008, а в паре с Анастасией Горшковой бронзовым призёром чемпионата мира среди юниоров 2005 года. Мастер спорта России международного класса..
Пара по состоянию на 29 октября 2016 года занимает 28-е место в рейтинге Международного союза конькобежцев (ИСУ).

## Карьера

### Российский период
В пару с Анастасией Горшковой, дочерью своего тренера Алексея Горшкова, Илья встал в 2002 году. На международный уровень они вышли в сезоне 2004—2005 и сразу заняли третье место на чемпионате мира среди юниоров. В следующем сезоне последовал спад и уже на чемпионате мира среди юниоров 2006 года они были лишь 7-ми. Анастасия, из-за травм, решила оставить фигурное катание и ушла в балет на льду.
Илья Ткаченко встал в пару с Марией Монько. С ней они выиграли финал юниорской серии Гран-при сезона 2007—2008, два раза становились серебряными призёрами чемпионатов России среди юниоров (2007 год и 2008), а лучшим результатом на юниорских чемпионатах мира было 4-е место в 2008 году. По окончании сезона 2007—2008 пара распалась из-за проблем со здоровьем у Марии.
В сезоне 2008—2009 Илья пробовал скататься с американской фигуристкой, ранее выступавшей за Грузию, Изабеллой Тобиас. Однако, пары не получилось и в соревнованиях они не участвовали.
С весны 2009 года у Ильи новая партнёрша — Екатерина Рязанова. С ней они довольно долго выступал и довольно неплохо. Стали вице-чемпионами России, практически всегда выступали на мировой арене, раз на чемпионате Европы остановились в шаге от пьедестала. Однако не сумели пробиться на домашнюю Олимпиаду. После этого пара распалась и Рязанова уехала в Италию, где встала в пару с Симоне Ватури.

### Израильский период
Илья вновь встал в пару с Изабеллой Тобиас с которой планирует выступать за Израиль. Первым стартом пары был в конце июля 2015 года турнир в Лейк-Плэсиде, который пара выиграла. Через два месяца пара выступала на турнир в Финляндии Finlandia Trophy, фигуристы выступили уверенно и заняли второе место. Следующий старт пришёлся в Саранске на турнире Мордовские узоры в октябре. Здесь были улучшены все свои прежние достижения и пара уверенно заняла вновь второе место. Затем пара уверенно выиграла турнир в Эстонии Кубок Таллина. Эти соревнования позволили паре заработать техминимум. В середине декабря фигуристы стали чемпионами Израиля. На европейском чемпионате в Братиславе фигуристы выступили очень хорошо и вошли в число 10 лучших пар континента. Через два месяца на мировом чемпионате в Бостоне израильские фигуристы вошли в число дюжины лучших танцевальных пар мира. Надо признать Илья на мировых первенствах так неудачно никогда не выступал. Однако в израильской паре его спортивные достижения во всех номинациях были лучше.
Новый предолимпийский сезон израильская пара начала в Монреале на турнире Autumn Classic International, где им немного не хватило удачи для медалей. В середине октября израильские танцоры дебютировали (правда они выступали на этапах Гран-при, когда представляли предыдущие страны) на этапе Гран-при в Чикаго, где на Кубке Америки заняли место в середине турнирной таблицы, при этом превзошли свои прежние достижения в сумме. В середине ноября фигуристы выступали на очередном этапе Гран-при в Париже, где на турнире Trophée de France они финишировали в середине турнирной таблицы. В конце ноября израильтяне выступали на таллинском трофее, где они выступили уверенно, финишировали на втором месте и превзошли все прошлые свои спортивные достижения. Им удалось во второй раз стать чемпионами своей страны. В конце января израильские спортсмены выступали в Остраве на европейском чемпионате, где они в упорной борьбе заняли место рядом с пьедесталом. В конце марта израильские фигуристы выступали на мировом чемпионате в Хельсинки, где замкнули дюжину ведущих танцевальных пар мира и сумели уверенно квалифицироваться на следующие Олимпийские игры.

### Смена тренера
Сразу после чемпионата они приняли решение поменять тренера и перешли в команду Зуевой.
Самое удивительное началось с начала нового олимпийского сезона. Илье было отказано в получение израильского гражданства и пара не сможет выступить на Олимпийских играх. Спортсмены снялись со всех стартов и приняли решение завершить спортивную карьеру.

## Программы
(с Е.Рязановой)
| Сезон     | Оригинальный/Короткий танец                                                      | Произвольный танец                                                                |
| --------- | -------------------------------------------------------------------------------- | --------------------------------------------------------------------------------- |
| 2013—2014 | Саундтрек к фильму «Чикаго» Джон Кандер Дэнни Эльфман                            | «Призрак Оперы» Эндрю Ллойд Уэббер                                                |
| 2012—2013 | Полька Вальс: «Моя прекрасная леди» Фредерик Лоу                                 | Саундтрек к фильму «Крёстный отец» Нино Рота                                      |
| 2011—2012 | Румба: Bonga Сальса: Cuba                                                        | Романс из музыкальных иллюстраций к повести А.С Пушкина «Метель» Георгий Свиридов |
| 2010—2011 | Вальс из музыкальных иллюстраций к повести А.С Пушкина «Метель» Георгий Свиридов | Мексиканский танец                                                                |
| 2009—2010 | «Во поле березка стояла» русский народный танец                                  | Саундтрек к телесериалу «Мастер и Маргарита» Игорь Корнелюк                       |

(с М.Монько)
| Сезон     | Оригинальный танец              | Произвольный танец                               |
| --------- | ------------------------------- | ------------------------------------------------ |
| 2007—2008 | «Вдоль по Питерской…»           | «Waltz of Spirits» Карл Дженкинс                 |
| 2006—2007 | «Tango Passion» Астор Пьяццолла | Саундтрек к фильму «Ромео и Джульетта» Нино Рота |

## Спортивные достижения

### За Израиль
(с И.Тобиас)
| Соревнования/Сезон                | 2015—2016 | 2016—2017 |
| --------------------------------- | --------- | --------- |
| Чемпионаты мира                   | 12        | 12        |
| Чемпионаты Европы                 | 10        | 4         |
| Этапы Гран-при: Skate America     |           | 6         |
| Этапы Гран-при: Trophée de France |           | 5         |
| Finlandia Trophy                  | 2         |           |
| Кубок Таллина                     | 1         | 2         |
| Мордовские узоры                  | 2         |           |
| Турнир в Монреале                 |           | 4         |
| Турнир в Лейк-Плэсиде             | 1         |           |
| Чемпионаты Израиля                | 1         | 1         |

### За Россию
(с Е.Рязановой)
| Соревнования                         | 2009—2010 | 2010—2011 | 2011—2012 | 2012—2013 | 2013—2014 |
| ------------------------------------ | --------- | --------- | --------- | --------- | --------- |
| Чемпионаты мира                      |           |           | 9         | 11        |           |
| Чемпионаты Европы                    |           | 6         | 5         | 4         | 5         |
| Чемпионаты России                    | 4         | 2         | 3         | 3         | 4         |
| Этапы Гран-при: Skate Canada         |           |           | 5         | 3         | 4         |
| Этапы Гран-при: Skate America        |           | 5         |           |           |           |
| Этапы Гран-при: Cup of Russia        | 6         |           | 4         |           | 4         |
| Этапы Гран-при: Trophée Eric Bompard |           | 2         |           | 3         |           |
| Nebelhorn Trophy                     | 4         | 3         |           |           |           |
| Золотой конёк Загреба                | 2         |           |           | 1         |           |

(с М.Монько)
| Соревнования                              | 2006—2007 | 2007—2008 |
| ----------------------------------------- | --------- | --------- |
| Чемпионаты мира среди юниоров             | 5         | 4         |
| Чемпионаты России среди юниоров           | 2         | 2         |
| Финалы юниорского Гран-при                |           | 1         |
| Этапы юниорского Гран-при, Великобритания |           | 1         |
| Этапы юниорского Гран-при, Австрия        |           | 2         |

(с А.Горшковой)
| Соревнования                       | 2004—2005 | 2005—2006 |
| ---------------------------------- | --------- | --------- |
| Чемпионаты мира среди юниоров      | 3         | 7         |
| Чемпионаты России среди юниоров    |           | 2         |
| Финалы юниорского Гран-при         | 5         | 5         |
| Этапы юниорского Гран-при, Польша  |           | 1         |
| Этапы юниорского Гран-при, Эстония |           | 1         |
| Этапы юниорского Гран-при, Белград | 2         |           |
| Этапы юниорского Гран-при, США     | 3         |           |